# Cedeño (Monagas)
Cedeño is een gemeente in de Venezolaanse staat Monagas. De gemeente telt 40.000 inwoners. De hoofdplaats is Caicara de Maturín.